# 第十三代阿蓋爾公爵托庫希爾·坎貝爾

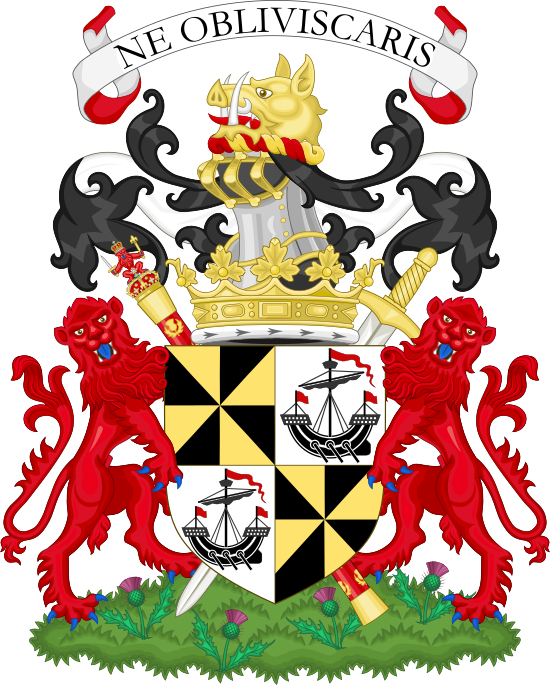
阿蓋爾公爵的紋章。

第十三代及第六代阿蓋爾公爵托庫希爾·伊恩·坎貝爾（英語：Torquhil Ian Campbell, 13th and 6th Duke of Argyll；1968年5月29日—）是一名蘇格蘭貴族。他在1973年前使用坎貝爾伯爵作為禮節性頭銜，1973年至2001年間則使用洛恩侯爵頭銜。
公爵與公爵夫人以蘇格蘭阿蓋爾郡的因弗雷里城堡作為主要居所及辦公場所，但他們也會在倫敦等地的其他寓所居住。

## 生平
托庫希爾·伊恩·坎貝爾是第十二代及第五代阿蓋爾公爵伊恩·坎貝爾與公爵夫人愛奧娜·瑪麗·科爾昆（第八代從男爵伊瓦爾·柯爾昆爵士的女兒）的長子。他曾先後就讀於克雷格弗拉爾預備學校、卡吉爾菲爾德預備學校、格萊納爾蒙學院及皇家農業學院，並其後取得特許測量師資格。
托庫希爾曾在1981年至1983年間擔任英女王伊莉莎白二世的提袍男童，後來則成為了一名銷售代理、推銷員和公司經理。公爵同時也擁有蘇格蘭内廷大臣、西部海岸及群島海軍上將及坎貝爾氏族族長等29個頭銜。
公爵是蘇格蘭大象馬球隊的隊長，並曾在2004年及2005年帶領隊伍連續兩年贏得世界大象馬球錦標賽。他也協助保樂力加蒸餾酒廠對外推廣蘇格蘭威士忌。公爵同時也是倫敦市自由市民和英國蒸餾酒同業公會會員。

## 婚姻與子嗣
2002年6月8日，公爵與埃莉諾·吉百利在格洛斯特郡費爾福德聖母教堂舉行婚禮。公爵夫人是巧克力品牌吉百利創辦人吉百利家族的成員、克洛斯兄弟集團前主席彼得·休·喬治·吉百利（Peter Hugh George Cadbury）的女兒。
公爵與公爵夫人育有三名子女：
- 洛恩侯爵阿奇博爾德·弗里德里希·坎貝爾（Archibald Friedrich Campbell；2004年3月9日出生）：亦稱「阿奇·坎貝爾」。他在2015年至2018年間擔任英女王伊莉莎白二世的提袍男童（英语：Page of Honour）[11][12]。
- 羅里·詹姆斯·坎貝爾勳爵（2006年2月3日出生）
- 夏洛特·瑪麗·坎貝爾女勳爵（2008年10月9日出生）

公爵夫人也擔任蘇格蘭皇家舞會的贊助人和喬治王朝學社的主席。